# Bauler, Bitburg-Prüm
Bauler là một xã ở huyện Bitburg-Prüm, trong bang Rheinland-Pfalz, phía tây nước Đức. Xã Bauler, Bitburg-Prüm có diện tích 6,02 km², dân số thời điểm ngày 31 tháng 12 năm 2006 là 82 người.